# 索洛尼齊夫卡
49°59′28″N 36°3′17″E / 49.99111°N 36.05472°E

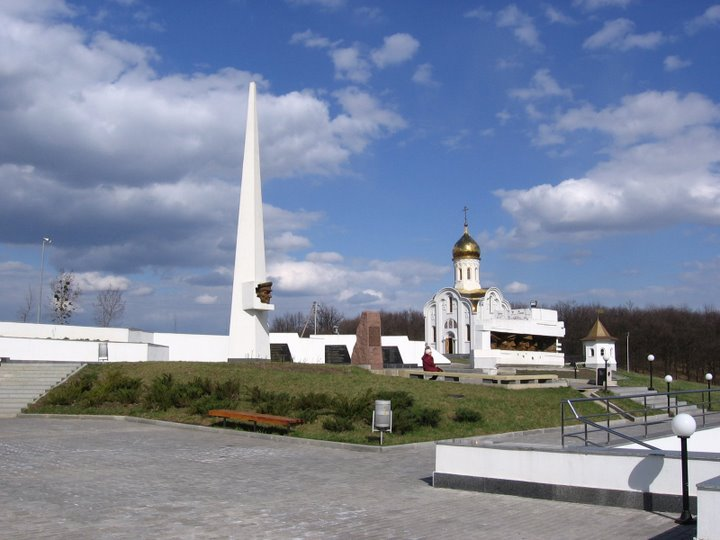
纪念碑

索洛尼齊夫卡（羅馬化：Solonytsivka）是烏克蘭東部哈爾科夫州哈爾科夫區索洛尼齐夫卡市镇内的市級鎮及其行政中心。處於烏迪河畔，始建於1650年，面積5.66平方公里，海拔高度113米，2022年人口13,254，人口密度每平方公里2,323.85人。